# Городской стадион (Йыхви)
Городской стадион (эст. Jõhvi linnastaadion) — футбольный стадион в городе Йыхви (Эстония). С 2013 года стадион является домашней ареной для футбольного клуба «Феникс», выступавшего в 2014 году в Премиум Лиге Эстонии. Также на стадионе до 1999 года играла команда «Ээсти Пылевкиви», выступавшая в высшей лиге ЭССР и Эстонии, а до 2010 года «Орбита».

## История
В 2012 году стадион получил новую жизнь, когда поле взял в аренду футбольный клуб «Локомотив» (ныне «Феникс»). В этом же году было установлено двести стульчиков для зрительских трибун. Всего в реконструкцию стадиона было потрачено 37 000 евро. С 2014 года на поле играли футбольные клубы Премиум Лиги Эстонии: «Флора», «Нымме Калью», «Нарва-Транс», «Левадия», «Калев», «Пайде», «Таммека», «Инфонет», «Калев». В мае, рядом с основным полем, было открыто тренировочное поле для футболистов и горожан. К концу чемпионата Эстонии 2014 года встал вопрос о реконструкции стадиона, так как его состояние не отвечало установленному требованию футбольного союза Эстонии — второй категории. Вследствие чего, местная команда «Локомотив» не сможет продолжить играть на нём в следующем году. Летом 2015 года Йыхвиское волостное собрание выделило 100 000 евро на реновацию футбольного поля, чтобы оно соответствовало требования Эстонского футбольного союза для команд, выступающих в высшей лиге страны. Реконструкция началась в октябре и прошла в два этапа. На первом этапе произведены работы по подготовке основания для нового футбольного поля с естественным газоном и размером 75 на 107 метров и построена дренажная система. На втором — укладка натурального газона на футбольное поле. Полностью реконструкцию таллинская фирма Lemminkäinen Eesti AS завершила в июле 2016 года, а итоговая стоимость работ составила 129 565,53 евро (без НСО). В этом же году «Локомотив» потратил 32 тысячи евро на постройку новых трибун, рассчитанных на 540 мест, установка которых прошла осенью. Открытие стадиона состоялось весной 2017 года.
В 2018 году планировалось обновить и расширить бытовое здание стадиона, где появились бы новые раздевалки для игроков, отдельно тренерская и судейская раздевалка, а также два гаража для клубного инвентаря. Всего на эти цели планировали потратить около 50 000 евро. Но в итоге обновление помещений не произвели.
Весной 2019 года были установлены новые скамейки для запасных игроков.

## Памятник

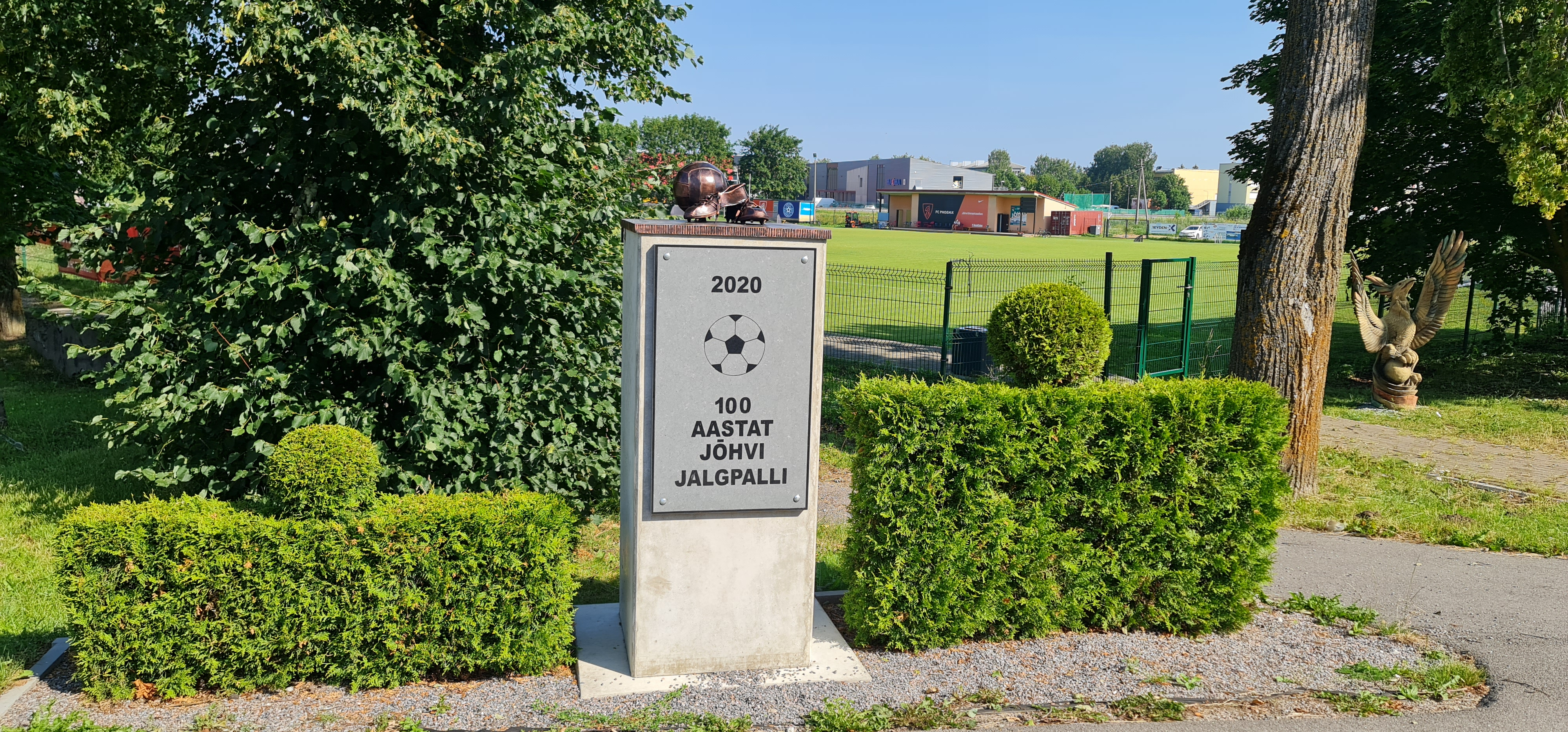
Памятный знак «100 лет футболу в Йыхви»

В 2020 году возле променада рядом со стадионом футбольный клуб «Феникс» установил памятный знак с надписью «100 лет футболу в Йыхви (100 aastat Jõhvi jalgpalli)», а 20 июля 2022 года добавили на нем кованые футбольные бутсы и мяч (работа кузнецов Олег и Александр Гижа).